# Club Pueyrredón
El Club de Rugby Pueyrredón es un club deportivo argentino del partido de Benavídez del Partido de Tigre en la Provincia de Buenos Aires. La primera de rugby juega actualmente en Primera División A, la segunda división del sistema de liga Unión de Rugby de Buenos Aires (URBA).
El equipo de hockey sobre césped juega en el Torneo Metropolitano organizado por la Asociación de Hockey de Buenos Aires (AHBA), y desde 2016 tiene su propia cancha de césped artificial.

## Historia

### Los Comienzos del club
No se sabe exactamente cuando es la fundación del Club Colegial Juan Martín de Pueyrredón, ya que según la página del club y varios portales dicen que es a mediados de noviembre de 1942. Mientras que según Ángel Guastella El 7 de diciembre de 1942 deja de ser Colegio Nacional Número 7 Juan Martín Pueyrredón para convertirse en el Club Colegial Juan Martín de Pueyrredón. Jorge Francisco Gutiérrez fundó el "Club Colegial Juan Martín de Pueyrredón" siguiendo las políticas deportivas impulsadas por las autoridades de la Provincia de Buenos Aires. Antes lo era. Cabe recordar que el "Club Colegial Juan Martín de Pueyrredón" era en ese momento el colegio nacional ubicado más al sur de la Ciudad de Buenos Aires, razón por la cual los alumnos que frecuentaban sus aulas procedían preferentemente de los barrios. alrededores de esa zona de la Capital Federal.
En 1943 el club colegial es admitido en la Unión Argentina de Rugby (UAR) y comienza a jugar en torneos presentando tres divisiones (sexta, quinta y cuarta). En esos años la sede social del club era la cervecería y bar La Guillermina ubicada en la calle Bolívar 1990 del barrio de Constitución de Buenos Aires, donde se realizaron las primeras reuniones de su Junta Directiva.
Club Atlético San Isidro (CASI) y Club Universitario de Buenos Aires (CUBA) fueron los padrinos de Puey en la solicitud de ingreso a la UAR quien, convencido de los ideales de Jorge F. Gutiérrez y sus jugadores, apoyó sus actividades desde un inicio. 
En 1947, los mismos jugadores, que ya venían de las inferiores, comienzan con la 1.ª Reserva y en 1950 con la 3.ª de ascenso. Es así como luego de algunos cambios registrados en la conducción del club colegial, Jorge Gutiérrez junto a tres jugadores, Carlos Montero, Ángel Guastella y Juan Carlos Saavedra, deciden fundar el Club de Rugby Pueyrredon firmándose el acta constitutiva el día 11 de junio de 1953. 
En 1956, Pueyrredón ganó el campeonato de Segunda División ascendiendo a Primera División. En 1961 el club adquirió un terreno en Boulogne, Buenos Aires donde se construiría la cancha, luego de años de jugar en terrenos prestados.

### La Primera Gira Deportiva
En el año 1979 Pueyrredón realizó por primera vez una gira deportiva por el Reino Unido, Francia, Italia y España con su Cuarta División B. Fue presidente la gira Pablo Yanguela y sus entrenadores fueron Ángel Guatella, Gustavo Foster, Rafael Illia, mientras que los asistentes de la delegación fueron Francisco Casado y Lorenzo Víctor Di Franco. Participaron 27 jugadores conformando la delegación un total de 70 personas, quienes se desplazaron por Gran Bretaña durante 35 días. 
Se jugaron 4 partidos en Inglaterra, 1 en Gales, 1 en Francia, 1 en Italia y 1 en España. Solo perdieron el primero, y ganaron los restantes, pudiéndose mencionar que toda la organización estuvo a cargo de Ronnie Knowles, Roberto García Barros y John Hall.

### SigloXXI
En 2010 Pueyrredón descendió a la segunda división de la URBA, junto con Club Atlético Banco de la Nación Argentina (CABNA).
Desde 2015 la Institución se traslada a Benavídez, Tigre, Provincia de Buenos Aires. Donde instalaron la primera cancha de hockey sobre césped, un año después (2016). Actualmente, Pueyrredón juega rugby en la 1.ª División, Zona A.

## El Nombre
El nombre rinde homenaje a Juan Martín de Pueyrredón, primer comandante del regimiento de Húsares de Buenos Aires del siglo XIX. El nombre proviene del Colegio Nacional Número 7 Juan Martín Pueyrredón en ese entonces el club se llamaba Club Colegial Juan Martín de Pueyrredón pero el nombre Club Pueyrredón ya existía registrado en el Inspección de Personas Jurídicas a favor de un club de baloncesto en Villa del Parque. Ante esto surgieron dos posibilidades, las cuales se discutieron en asamblea extraordinaria que se realizó el 30 de marzo de 1956, en la cual el señor Gonzalo Aguilar propuso el nombre Club de Rugby Pueyrredón, mientras que el señor Uriel Propato propuso que se denomine Pueyrredon Rugby Club . El resultado de la votación a favor de la primera de las propuestas fue de 19 votos en contra 13 y uno en blanco.

## Instalaciones

### El Terreno en Boulogne
En 1961, el hecho destacado fue la compra de la propiedad de Boulogne, que tardó muchos años en pagarse en su totalidad. Pueyrredón siempre manifiesta su eterna gratitud a sus anteriores propietarios, los señores Buffa, por esperar pacientemente a obtener el pago del saldo del precio pactado con Jorge y sus muchachos.
Como dijimos antes, en 1943 la sede era la cervecería “La Guillermina”, ubicada en la calle Bolívar 1990, ubicada en el barrio Constitución. Luego de eso, Pueyrredón comenzó a jugar en canchas prestadas, Puey agradece en especial a los amigos del San Isidro Club (SIC) que siempre apoyaron el nacimiento y desarrollo del rugby brindando a La Galera lo que necesario para que Puey pueda jugar. Es bueno recordar que justamente fue en el año 1956, cuando con el optimismo reinante por los resultados deportivos alcanzados, y ante la necesidad de tener cancha propia para poder jugar en Primera, el esfuerzo, la audacia y el coraje de dos insignes personas del Club, Ángel Guastella y Alfredo Bordoli intentaron la aventura de comprar un terreno para Pueyrredón. Mercurio Giuliano y Silvio Amadeo Pini, hoy fallecidos y padres de dos jugadores del Primer equipo de aquella época, visitaron a los propietarios de una quinta que se encontraba en venta en la zona Norte del Gran Buenos Aires. Visitaron a sus propietarios los hermanos Buffa, inmigrantes italianos que cultivaban y comercializaban verdura en la zona de San Isidro.
Cuando los señores Giuliano y Pini inician conversaciones con los propietarios de la quinta, aquellos les preguntan cuanto piensan dejar en concepto de seña, pensando siempre que la misma sería del 10% o sea algo así como 100.000 pesos argentinos. Los representantes del club expresan que solo contaban con 5.000 pesos y que prometían que de concretarse la operación, luego con el aporte de los socios erigirían un busto en honor de los hermanos Buffa con un cartel que señalara que eran los benefactores del Club.
El asombro de los dos hermanos, sumado a la confianza en que aquellos dos chicos cumplirían su palabra, finalmente hizo que la operación inmobiliaria saliera adelante y por fin pudieran acceder a la propiedad de Boulogne. El club aún no contaba con personería jurídica y la escritura de adquisición del terreno fue otorgada ante el registro notarial del notario Alberto Vargas el 5 de junio de 1957, presentándose como adquirentes los ilustres jugadores, regularizando definitivamente su situación de dominio el 25 de junio. Diciembre de 1962, cuando el Club se convierte finalmente en su único propietario.
El 27 de abril de 1961 el club decidió encomendar a D. Juan Dell'Era y D. Guillermo Illia la construcción de un bufet y vestuario de fibrocemento, otorgándoles amplias facultades para la realización de la obra. La participación directa de Juan Dell ´Era en la obra junto a los integrantes del filial hizo posible que la misma concluyera con éxito. Es en el mes de marzo de 1962 cuando la Junta Directiva aprueba un proyecto presentado ad honorem por el arquitecto Rafael Viñas (padre de un jugador de cuarta división) para la construcción de los vestuarios y sala de calderas. Con la llegada de estas obras fue necesario dar privacidad al club, y fue así como se construyó un muro lindero con la calle Rueda, que en cierta ocasión un temporal derrumbó, como así también los postes de la única cancha de rugby que tenía el club por entonces.
El matrimonio Green, eternos colaboradores así como también los Walker, donaron las plantas para cercar nuevamente el predio, mientras que la empresa Shell, por intermedio del socio Enrique Puricelli, donó los postes metálicos ya que los demás se habían derrumbado.
En el año 1965 se instalan las primeras torres de iluminación para la cancha N.º 2 de entrenamientos del club.
A fines del año 1966 se aprueban los planos de obras importantes vinculadas con la colocación de un nuevo tanque de agua y del club house con confitería, secretaría, baños, cocina y la vivienda del encargado. Los autores del proyecto fueron los arquitectos Sutton-Usandizaga & Donato. Fueron los administradores de la obra los señores Alfredo Bordoli y Eduardo Balabanian. Pueyrredón destaca en estas páginas a este último por ser quien, con su esfuerzo y dedicación personal, generó los fondos necesarios para la conclusión de la obra que se prolongó hasta 1969.
La construcción del quincho de Boulogne se inició en 1973 y para sufragar los gastos derivados de su construcción consta en el acta del club que se había decidido subir el precio de la entrada en un peso.
En 1986 se aprueba la construcción de las obras de ampliación del nuevo quincho del club, a cargo de los arquitectos Guillermo Sutton y Alcides Solari.
En diciembre de 2013, luego de una resolución que fue aprobada en Asamblea Extraordinaria, Pueyrredón dejó el predio San Isidro, esto fue aprobado con el 70% de los presentes.
Los Húsares iniciaron una movida que se prolongaría hasta 2015, cuando se despidieron definitivamente de su estadio en el descenso del Capitán Juan de San Martín. Lo que nunca quedará en el olvido en la memoria de sus socios, fueron las muchas buenas tardes de rugby que se vivieron en aquella mítica sede.
El terreno ahora es un barrio privado llamado: Los Patricios.

### Country Club Pueyrredón
Siempre con el afán de crecer, en el mes de septiembre del año 1972 se efectúa una reunión de padres para tratar la compra de un terreno para realizar un Country Club. Los conductores visibles fueron los señores García Simón, Laborde y Luque, destacando la activa participación y compromiso asumido en las negociaciones para la compra, realizadas por Hernán Marotta, Guillermo Dietrich, y Julio Lachavanne (p).La primera Comisión de Trabajo para la realización de las obras vinculadas con el country y con el sector destinado al Club, estuvo conformada por Jorge Scoscería (p), José María Galtieri, Norberto Zanoni, Pablo Yangüela y Hernán Marotta, reuniéndose semanalmente en las oficias del agrimensor Mario Jorge Sackman y el Dr. Mario Carregal.
Luego de varias conversaciones con distintos postulantes, se resuelve aprobar el estudio y proyecto presentado por el Sr. Juan Carlos Mayou para que el mismo se desarrolle en la vecina localidad de Pilar y sobre la Ruta Panamericana.
Con el correr de los meses, y luego de que en 1977 se firmara el boleto de compraventa respectivo y que los lotes pasaran a tener sus propios dueños, sobre el área central de aproximadamente 9 hectáreas se dispuso la construcción de canchas de rugby, hockey, club house, pileta de natación, vestuarios y demás construcciones complementarias.
Los problemas financieros de aquellos años hicieron que no se pudieran completar las obras en los plazos estipulados, y ello llevó a que se atrasasen todos los emprendimientos programados.
Fue en esa ocasión cuando la indemnización que abonó Servicios Eléctricos del Gran Buenos Aires (SEGBA) por la utilización del espacio aéreo, permitió terminar algunos sectores de la obra, preocupando en forma generalizada que ningún dueño de lote construyera su propia casa, hecho que hubiera dado otro interés a todo el country.
En el country de Pilar se estuvo muchos años, debiendo trasladarse a la vecina localidad de Benavidez, donde se adquirieron casi cinco hectáreas. Actualmente es la única sede del club.

### El terreno en Benavídez
Al principio, la propiedad de Benavidez pertenecía al CABNA, donde vivió sus mejores años. Tras el fracaso del country de Pilar, Pueyrredón decide alquilar y compartir la propiedad con CABNA. En 2010 por problemas económicos de "Banco" le vende el terreno a La Galera.
El 22 de mayo de 2010, por la 4.ª fecha del Grupo I, Pueyrredón derrotó al Club San Luis por 13 a 10. Lo que pudo ser un partido más al inicio de la temporada, será recordado como el primer partido de Puey en su nueva casa de Benavidez.
En diciembre de 2013, luego de una resolución que fue aprobada en Asamblea Extraordinaria, Pueyrredón dejó el predio San Isidro, esto fue aprobado con el 70% de los presentes.
Los Húsares iniciaron una movida que se prolongaría hasta 2015, cuando se despidieron definitivamente de su estadio en el descenso del Capitán Juan de San Martín.
La propiedad ya contaba con 3 canchas de rugby. El 12 de marzo de 2016, el club inauguró una cancha de hockey de césped sintético.

## La Primera Comisión Directiva
Presidente: Jorge Francisco Gutiérrez
Vicepresidente: Héctor Álvarez
Secretario: Guillermo Walter Klein
Prosecretario: Carlos A. Contepomi
Secretario: Ángel Guastella
Tesorero: Esteban J. Karplus
Protesorero: Domingo Fenoglietto
Vocales titulares: Uriel Propato, Juan Carlos Beaufils, Cayetano Valentín y Alfredo Bordoli
Vocales suplentes: Juan Saavedra, Leopoldo Bozzano, Adolfo Otero y Carlos Mac Farlane.

## Temporadas de Pueyrredon
Durante la década del ‘70, la Primera tuvo años regulares (‘71, ‘72, ‘73) y años muy buenos (‘75). En 1975, Pueyrredon aportó a Los Pumas dos entrenadores Ángel Guastella y Eduardo Scharenberg .
Merece ser destacado en la práctica del rugby, que Pueyrredon ganó los sevens organizados por la UAR en dos ocasiones (1983 y 1986), fue subcampeón del de Punta del Este en dos de sus ediciones, en seis oportunidades ganó el nocturno del Club DAOM y en cuatro el de Olibos.
En 1991 el Club fue Subcampeón del torneo de la UAR, habiendo disputado la final con Alumni en la cancha de Ferrocarril Oeste.

## Temporada de 1953

### Promoción a segunda división
Se jugaba dividido en dos zonas, formadas por clubes en condiciones de obtener el ascenso a segunda división. En la zona del sábado, con nueve participantes, San José se clasificó como ganador. Entre los ocho equipos de la zona dominical, el Club Y.P.F. fue el ganador El partido final se disputó entre los ganadores de ambas zonas, con el Club Y.P.F por 6 a 3.
| POSICIÓN (#) | EQUIPOS          | PARTIDOS JUGADOS | GANADOS | EMPATADOS | PERDIDOS | PUNTOS | TRYS A FAVOR | TRYS EN CONTRA | DIFERENCIA DE TRYS |
| 1            | San José         | 16               | 13      | 1         | 2        | 27     | 317          | 68             | 249                |
| 2            | Lomas            | 16               | 12      | 2         | 2        | 26     | 205          | 46             | 159                |
| 3            | Pueyrredón       | 16               | 12      | 0         | 4        | 24     | 240          | 65             | 175                |
| 4            | Old Philomathian | 16               | 10      | 1         | 5        | 21     | 194          | 85             | 109                |
| 5            | Club D.A.O.M     | 16               | 6       | 2         | 8        | 14     | 144          | 154            | -10                |
| 6            | Arquitectura     | 16               | 5       | 2         | 9        | 12     | 155          | 177            | -22                |
| 7            | Lealtad          | 16               | 5       | 2         | 9        | 12     | 89           | 123            | -34                |
| 8            | Hurling          | 16               | 3       | 2         | 11       | 8      | 44           | 201            | -157               |
| 9            | Tiro Federal     | 16               | 0       | 0         | 16       | 0      | 27           | 494            | -467               |
| ------------ | ---------------- | ---------------- | ------- | --------- | -------- | ------ | ------------ | -------------- | ------------------ |

## Temporada de 1954
Los clubes registrados se dividieron en dos zonas. En la de los sábados, el Club clasificó primero a Pueyrredón, imponiéndose en el área los domingos el Old Philomathians Club. El partido final, disputado entre ambos clubes, finalizó con el triunfo del Club Pueyrredón, por 8 a 3.
| # | EQUIPOS      | PJ | G  | E | P  | Pts | TF  | TC  | DT   |
| 1 | Pueyrredón   | 14 | 11 | 2 | 1  | 24  | 191 | 30  | 161  |
| 2 | San José     | 14 | 11 | 1 | 2  | 23  | 198 | 36  | 162  |
| 3 | Beromama     | 14 | 9  | 0 | 5  | 18  | 111 | 64  | 47   |
| 4 | Lealtad      | 14 | 8  | 0 | 6  | 16  | 163 | 99  | 64   |
| 5 | Arquitectura | 14 | 8  | 0 | 6  | 16  | 111 | 101 | 10   |
| 6 | Lomas        | 14 | 5  | 1 | 8  | 11  | 84  | 65  | 19   |
| 7 | Hurling      | 14 | 2  | 0 | 12 | 4   | 55  | 201 | -146 |
| 8 | Ateneo       | 14 | 0  | 0 | 14 | 0   | 32  | 349 | -317 |
| - | ------------ | -- | -- | - | -- | --- | --- | --- | ---- |

## Palmarés
- Seven de la UAR
  - Campeón (2): 1983 y 1986

## Orgullo Húsar
En 1965 el club aportó a los equipos de La Capital (4 jugadores) y de Argentina (3 jugadores). -merece destacarse desde el punto de vista deportivo que de los famosos e iniciales Pumas del año 1965, Eduardo Scharenberg y Guillermo Illia eran jugadores del club mientras que el entrenador de dicho equipo era Ángel Guastella.

## Premio CAP
En 1965 se instrumenta el premio “CAP” para el jugador de primera división “no solo al más destacado por su juego, sino que además hubiera demostrado condiciones de compañerismo y corrección tan estimados en nuestro deporte”. El primer CAP fue otorgado a Eduardo Scharemberg. A Ángel Guastella se le otorgó un CAP de honor por todo lo hecho a favor del club.

## Hockey
El hockey llega al club en 1979, producto de una decisión compartida con los exjugadores del Arrows Club, entre quienes conocieron a Laura Fott y Mary Rodgers solicitando su incorporación a la institución, procediendo a fusionarse con ese histórico y destacado Club.
Por muchos años nuestros equipos jugaron bajo el nombre de Arrows-Pueyrredón manteniendo los colores de los Arrows originales en nuestras camisetas.
Un lamentable hecho ocurrió en 1994 cuando un grupo de personas decidió dejar el club y con ellos arrastró a un número considerable de jugadores de Primera División.
Esto motivó una disputa de intereses deportivos ante la Asociación que rige al hockey, y dicha institución a la luz de una demanda iniciada contra el Club por los derechos de uso del nombre, antigüedad en la afiliación y representatividad de sus jugadores, produce que durante todo ese año no se pudieron disputar partidos del campeonato oficial.
Con mucho esfuerzo de los directivos, entrenadores y jugadoras que se perdieron en el club -entre las que podemos destacar especialmente a Carola Alvarado, Ana Famulari, Luciana Pedemonte y Julieta Borrell- se logró cumplir con los amistosos programados y retener un número jugadores infantiles importantes. Un reconocimiento especial merece Laura "Nepa" Foot quien supo defender el pasado del Arrows Club con todo el vigor que la ha caracterizado en su vida deportiva y personal junto a otras exjugadoras del Arrows Club.
Tras el juicio -que ganó Pueyrredón- el 30 de octubre, se decidió reconocer al Club Pueyrredón como continuación del Club Arrows, con una antigüedad registrada desde 1919, que sus equipos se llamarían Pueyrredón-Arrows, a los que pertenecían federadamente los jugadores. a "Puey" y que los colores eran los suyos, manteniendo la categoría del campeonato.
Con esta victoria institucional, la actividad futura se afrontaba con la certeza de que los derechos vulnerados habían sido totalmente restablecidos y que el Club en su labor, no sólo en la Justicia sino en la Asociación y con los demás clubes, había sido reconocido en sus derechos.
Los reconocimientos incluyen al Olibos Rugby Club (ORC) que prestó sus canchas en varias ocasiones y también a CUBA, SIC, Sociedad Alemana de Gimnasia de Los Polvorines (SAG), Gimnasia y Esgrima de Buenos Aires (GEBA) y muchas otras instituciones que ayudaron en esas meses conflictivos.
El equipo de hockey sobre césped juega en el Torneo Metropolitano organizado por la Asociación de Hockey de Buenos Aires (AHBA), y desde 2016 tiene su propia cancha de césped artificial.